# 이종권 고문 치사 사건
이종권 고문 치사 사건은 1997년 5월 27일 대한민국 광주광역시에 위치한 전남대학교 제1동아리회관 지하실과 2층에서 송원전문대학 기계공학과 졸업생 이종권이 전남대학교 남총련 간부들 및 조선대학교, 광주대학교의 남총련 간부들에 의해 집단구타, 고문을 당한 뒤, 강제로 물과 소화제, 각성제를 먹여 고문 후유증 및 기도폐쇄로 죽게 만든 사건이다.
송원전문대 졸업 후 일용직을 전전하던 이종권은 전남대 문학동아리 용봉문학회를 동경하여 전남대학교 전기공학과 1학년 재학생 박철민으로 사칭하고 전남대 문학동아리인 용봉문학회에 가입하여 활동했지만, 학과 선배 이름을 모른다는 이유로 5월 26일 오후 8시경 용봉문학회 회장 구현민(전남대 교육학과 2학년)에 의해 전남대 남총련 간부들에게 넘겨졌다. 오후 8시부터 새벽 3시경까지 주먹과 발로 구타당하고 물고문과 전기고문을 당한 이종권은 5월 27일 새벽 3시경 사망하였다.
당시 전남대 남총련 간부들은 이종권이 술에 취해서 동아리회관 잔디밭에 누워있는 것을 발견한 것으로 입을 맞췄으나, 이들의 얼굴을 알아본 다른 전남대생의 제보와 전남대생이 아닌 타교 학생들이 출입했다는 진술로 혐의자가 체포되었고, 경찰은 피해자 이종권의 집에 걸려온 이종권의 신분을 묻는 괴전화의 통화지역과 내용을 조사한 결과 전남대 동아리회관으로 밝혀졌다. 도주 중이던 가해자 1명인 광주대 남총련 간부는 숨겨준 대학 후배의 집 옥상에서 투신자살하였고, 나머지 검거된 18명은 징역 6년형이 선고되었다.

## 같이 보기
- 서울대 프락치 사건
- 설인종 고문 치사 사건
- 이석 치사 사건
- 한총련
- 남총련
- 고문